# Megophthalminae
Megophthalminae  (лат.) — подсемейство прыгающих насекомых из семейства цикадок (Cicadellidae). Около 40 видов и 7 родов. Афротропика, западная Палеарктика, западная Неарктика и Неотропика. Мелкого размера цикадки коричневого цвета, часто с редуцированными задними крыльями. Макросетальная формула задних бёдер равна 2+0. 
Обладают сходством с Agalliinae (с которыми очень сходны по гениталиям самцов) и Ulopinae. Древнейшие представители подсемейства были найдены в балтийском янтаре.

## Классификация
Таксономическое положение рода Evansiola (Evansiolini) дискуссируется, его включают в Ulopinae, в Megophthalminae, или  же выделяют в отдельное подсемейство Evansiolinae.
- Megophthalminae sensu stricto
  - Триба Adelungiini — Северная Америка, Ближний Восток, Центральная Азия[2]
    - Род Adelungia 
      - Adelungia breviceps Kusnezov, 1931 — Казахстан, Туркменистан
      - Adelungia calligoni Oshanin, 1908 — Казахстан, Туркменистан, Турция
      - Adelungia elegans  Melichar, 1902 — Иран

  - Триба Megophthalmini
    - Род Megophthalmus — Европа
      - Megophthalmus decimaquartus (Schrank, 1776)
      - Megophthalmus scabripennis Edwards, 1915
      - Megophthalmus scanicus (Fallén, 1806)
- Megophthalminae sensu lato также включал:
  -  ?Agalliini
  -  ?Evansiolini